# Aperture (software)
Aperture fue un programa diseñado por Apple Inc. que sirve para editar y crear fotos de forma profesional. Se usa para importar, catalogar, organizar, ajustar, manejar, exportar y publicar imágenes. A diferencia de IPhoto, Aperture no se incluye en la suite ILife.
Tiene varias herramientas y se asemeja al programa Adobe Photoshop Lightroom. Con Aperture es posible diseñar y trabajar con imágenes RAW (que es utilizado por gran variedad de modelos de cámaras), y acepta gran variedad de formatos de imágenes como JPEG, GIF, TIFF, PNG, etc. Cuenta con una herramienta con la que es posible hacer álbumes de fotos en internet, exportándolas directamente a la web.

## Características
Aperture es compatible con imágenes de tipo ARW, CR2, CRW, MOS, NEF, RAF, RAW, SRW, TIF, OLY, DNG, JPEG, GIF, TIFF, PNG, PDF y PSD.
Aperture estuvo disponible únicamente para los sistemas operativos macOS. Aperture puede ser instalado en las MacBook, MacBook Pro, iMac, Mac Pro y Mac Mini, y debe tener como mínimo 1GB de RAM, preferiblemente.

## Competidores
- Adobe Photoshop Lightroom